# Expression Language
Expression Language (EL) est un langage de script permettant l'accès à des composants Java (les JavaBeans) à travers des JSP ou JSF.